# Gemeines Grünstängelmoos
Das Gemeine Grünstängelmoos (Pseudoscleropodium purum, Syn.: Scleropodium purum (Hedw.) Limpr.) ist ein Moos aus der Familie der Kurzbüchsenmoose und die einzige Art der Gattung Pseudoscleropodium.
Es handelt sich um ein sehr typisches Waldbodenmoos, das besonders für junge, aufgeforstete Wälder charakteristisch ist. Es wächst bevorzugt an nährstoffreichen, vom Menschen geschaffenen Standorten und wird durch Neuaufforstungen stark gefördert. Momentan vermehrt sich das Moos weitgehend vegetativ. Fruchtende Bestände werden in neuerer Zeit nur noch äußerst selten beobachtet, was wahrscheinlich durch die starke Luftverschmutzung hervorgerufen wird.

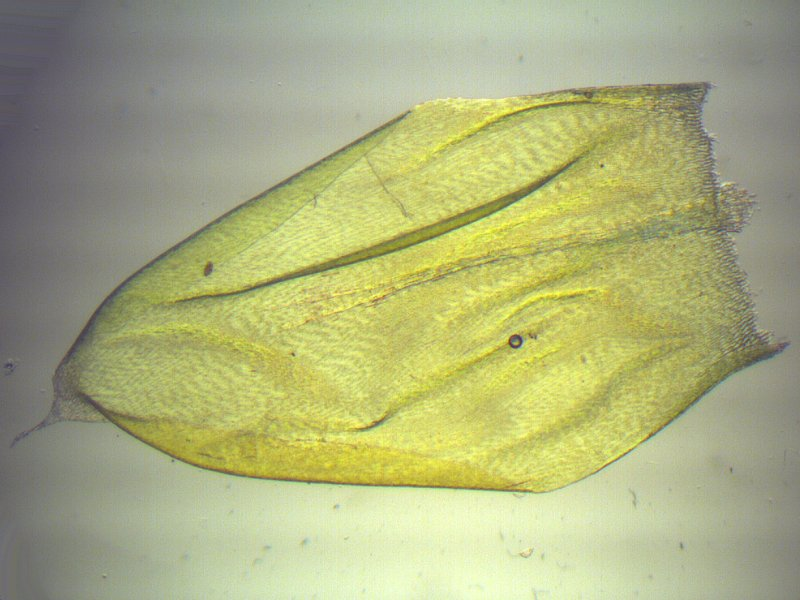
Blatt, Vergrößerung: 40x

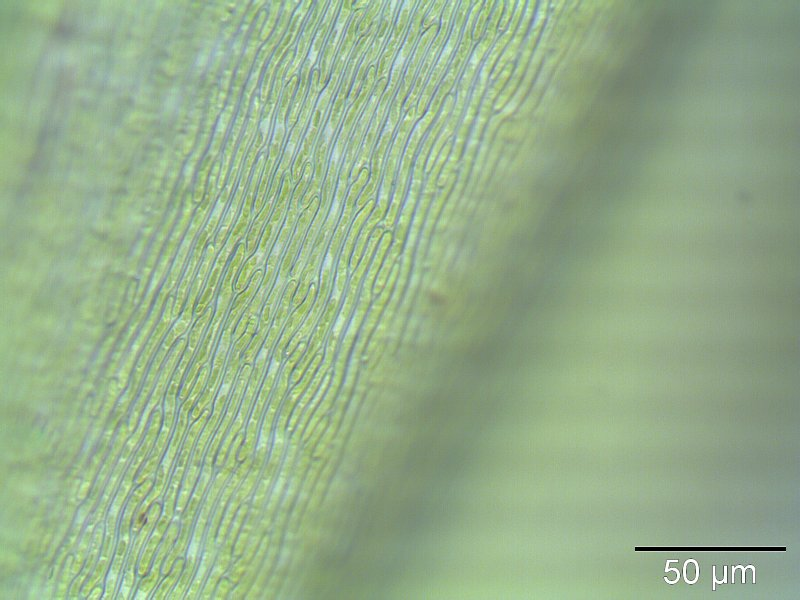
Laminazellen, Vergrößerung: 400x

## Merkmale
Es bildet oft ausgedehnte Rasen aus bis zu 15 cm langen Stämmchen. Diese sind relativ regelmäßig einfach gefiedert, was dem Moos ein recht auffallendes Aussehen gibt. Die Farbe schwankt zwischen gelbgrün, braungrün, grasgrün und dunkelgrün.
Die Blätter sind breit eiförmig und vorne mit einer kurzen Spitze. Die ungefähr bis zur Blattmitte reichende Blattrippe ist gegabelt oder von Grunde an doppelt. Die Blätter sind deutlich hohl und liegen entlang des Stämmchens so übereinander, dass unter ihnen ein abgeschlossener Hohlraum entsteht. Hierdurch wirken die Stämmchen wurmförmig oder geschwollen. Man geht davon aus, dass in diesem Hohlraum durch Kapillarwirkung Wasser entlanggeleitet werden kann.
Insgesamt ähnelt dieses Moos im Habitus dem Rotstängelmoos (Pleurozium schreberi). Bei diesem ist aber der Stängel selber deutlich rot verfärbt, während beim Grünstängelmoos der Stängel stets dieselbe Farbe wie die restliche Pflanze hat, jedoch niemals rötlich durch die Blätter hindurchschimmert.

## Verbreitung
Das Gemeine Grünstängelmoos kommt vor allem in Wäldern und an Waldrändern vor. Es gilt als Zeigerart für stickstoffreiche Waldböden. Im Allgemeinen zieht es saure Lehm- oder Sandböden vor. An passenden Standorten kann es Massenpopulationen bilden.
Es ist auf der ganzen Nordhemisphäre sowie auf Neuseeland und in Teilen Afrikas verbreitet. In Mitteleuropa ist es vom Flachland bis zur Waldgrenze weit verbreitet und häufig zu finden.

## Biomonitoring
Das Gemeine Grünstängelmoos ist in der Lage, Schwermetalle und Stickstoff zu akkumulieren. Da die Stickstoffkonzentration im Moosgewebe mit der Stickstoffdeposition bzw. der Stickstoffkonzentration im Niederschlagswasser korreliert, wird es zum aktiven Biomonitoring eingesetzt. Ein Verfahren zur Erfassung der regionalen Stickstoffdeposition mittels Gemeinem Grünstängelmoos wurde mit der VDI-Richtlinie VDI 3957 Blatt 19 standardisiert.